# Damião António Franklin
Damião António Franklin (Cabinda, 6 de agosto de 1950 — Joanesburgo, 28 de abril de 2014) foi um prelado angolano, e arcebispo de Luanda. De outubro de 2003 até 20 de novembro 2009 foi presidente da Conferência Episcopal de Angola e São Tomé (CEAST). Foi também reitor da Universidade Católica de Angola (UCAN).

## Biografia
Damião Franklin nasceu em Cabinda em 6 de agosto de 1950.
Foi ordenado sacerdote em junho de 1978.
Em 29 de maio de 1992 foi nomeado Bispo auxiliar de Luanda e Bispo-titular de Falerone. Ele recebeu a consagração episcopal em 12 de julho do mesmo ano, em cerimônia consacratória conduzida pelo Cardeal Alexandre do Nascimento, juntamente com os arcebispos Eduardo André Muaca e Félix del Blanco Prieto servindo como co-consagrantes.
Franklin foi posteriormente nomeado Arcebispo de Luanda, em 23 de Janeiro de 2001. Ele lamentou a corrupção em seu país, dizendo: "Grande parte da riqueza de Angola vai com armamento. Alguns continua extravagância como este novo palácio presidencial, que quase nunca é utilizado. Enormes somas simplesmente desaparecer, em mãos privadas."
Antes das eleições legislativas de 2008, as primeiras eleições em Angola desde 1992, o que desencadeou a segunda fase da Guerra Civil, o arcebispo declarou: "A melhor maneira de evitar a guerra é fazer as eleições em uma forma incontestavelmente livres, justas e transparentes. É importante que os partidos políticos para continuar a colaborar com as igrejas, com vista a sensibilizar a sociedade para uma maior participação no processo eleitoral."
Serviu como secretário de Peter Kodwo Appiah Turkson no Sínodo Especial dos Bispos para a África em Outubro de 2009.
Foi durante muitos anos Reitor da Universidade Católica de Angola. Renunciou a estas funções, voluntariamente, por razões de saúde, em junho de 2013. Faleceu na África do Sul em 28 de abril de 2014.